# 伦格普伊
伦格普伊（Lengpui），是印度米佐拉姆邦Mamit县的一个城镇。总人口2423（2001年）。

## 人口
该地2001年总人口2423人，其中男性1232人，女性1191人；0—6岁人口405人，其中男213人，女192人；识字率79.57%，其中男性为81.01%，女性为78.09%。